# فیونا رابینسون
فیونا رابینسون (انگلیسی: Fiona Robinson؛ زادهٔ ۷ فوریه ۱۹۶۹) ورزشکار بسکتبال اهل استرالیا است.
وی در مسابقات کشوری و بین‌المللی در مجموع برندهٔ ۱ مدال برنز شده‌است.